# Merle à poitrine noire
Turdus dissimilis
Espèce
Statut de conservation UICN

 LC  : Préoccupation mineure
Le Merle à poitrine noire (Turdus dissimilis) est une espèce de passereaux appartenant à la famille des Turdidae.

## Description

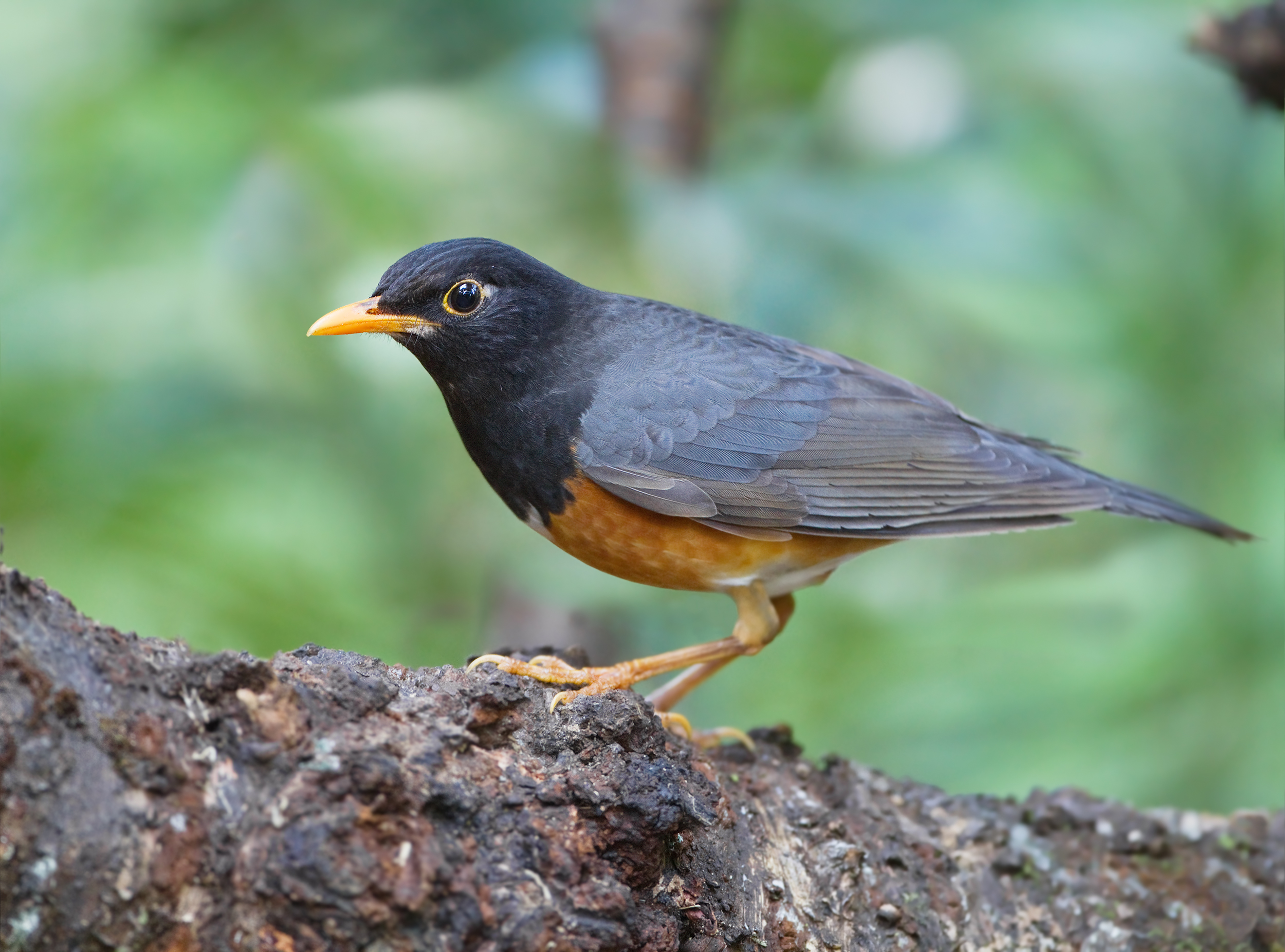
Mâle.

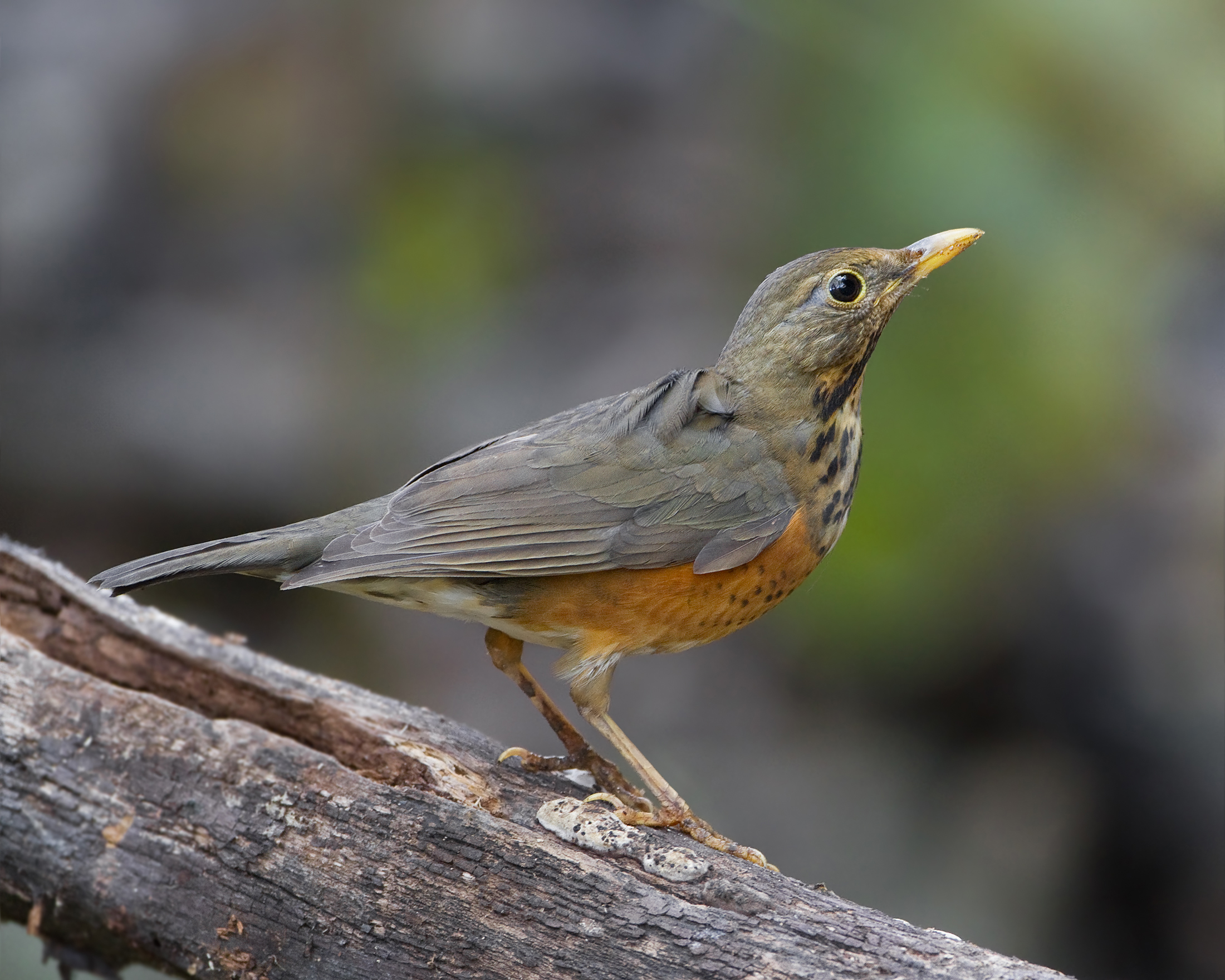
Femelle.

Cet oiseau mesure de 18 à 22 cm pour une masse de 75 g. Il présente un net dimorphisme sexuel.
Le mâle a la tête et la poitrine noire (d'où le nom spécifique) tandis que le bec et les cercles orbitaux sont jaune vif. Le haut du ventre et les flancs sont rouge brique plus ou moins intense, le dessus des ailes et le dos gris ardoisé ou brun noir selon les sous-espèces. Le bas du ventre est blanc sale et les pattes jaune orangé.
La femelle présente une coloration variable de la tête allant de l'olive au brun. Son dos et ses ailes sont brun foncé. Sa gorge, le bas du ventre et les sous-caudales sont blancs. Sa poitrine est grise et tachetée de gris foncé. Le haut du ventre est d'un brun rouge moins soutenu que celui du mâle.
Les jeunes ressemblent beaucoup à la femelle mais sont plus ternes et plus tachetés.

## Voix
Le cri d'alarme du Merle à poitrine noire ressemble beaucoup à celui du Merle noir.
Il fait entendre son chant mélodieux du printemps au début de l'été.

## Habitats et répartition
Il vit au Bangladesh, en Chine, en Inde, au Laos, au Myanmar, en Thaïlande, et au Vietnam.
Le Merle à poitrine noire peuple les bois et les forêts jusqu'à 2 500 m d'altitude : forêts de chênes, bois de feuillus à feuilles persistantes (comme les rhododendrons), forêts de conifères (en hiver) et forêts tropicales comportant des bambous.

## Sous-espèces et répartition
Le Merle à poitrine noire est représenté par deux sous-espèces :
- dissimilis, dont le mâle a la tête et la poitrine noire, du sud-est de l'Inde jusqu'au sud-ouest de la Chine et au nord de l'Indochine ;
- hortulorum, sous-espèce un peu plus grande dont le mâle a la tête et la poitrine gris ardoisé (femelle également plus claire), de Sibérie, de Mandchourie, du sud-est de la Chine et du Vietnam.

## Comportement et reproduction
Le Merle à poitrine noire est un oiseau plutôt farouche rarement observé à découvert, surtout en période de reproduction. Il préfère demeurer au sein des boisements où il recherche sa nourriture au sol autour des arbustes à baies et des fruitiers avec une nette préférence pour les pommiers et les figuiers.
La reproduction se déroule d'avril à juillet. Le nid est construit le plus souvent à la fourche d'un arbre à feuillage dense entre un et six mètres de hauteur. L'extérieur est constitué d'herbes et de feuilles mortes tandis que l'intérieur est maçonné avec un mélange d'herbes et de boue. La ponte comprend généralement trois à cinq œufs vert bleu pâle moucheté de brun pourpre. L'incubation dure deux semaines et l'élevage des jeunes trois semaines.

## Mue
La mue se déroule de la fin de l'été au début de l'automne.

## Source
- X. Delivertoux & C. Guihard (2007) Merle à poitrine noire. Revue Oiseaux Exotiques, 322 : 16-21.